# روبرت براون (عسكري)
روبرت براون هو عسكري نرويجي، (ولد في النرويج 1830  م). وكان بحارًا في البحرية الاتحادية في الحرب الأهلية الأمريكية وحاصلًا على أعلى وسام عسكري أمريكي، وسام الشرف، لأفعاله في معركة خليج موبايل.
ولد براون في النرويج عام 1830 تقريبًا، وهاجر إلى الولايات المتحدة وكان يعيش في نيويورك عندما انضم إلى البحرية الأمريكية. خدم أثناء الحرب الأهلية كقائد للبحرية على متن السفينة الحربية يو إس إس ريتشموند. في معركة خليج موبايل في 5 أغسطس 1864، كان "هادئًا وشجاعًا" على الرغم من النيران الكثيفة. لهذا العمل، حصل على وسام الشرف بعد أربعة أشهر في 31 ديسمبر 1864.
تنص شهادة ميدالية الشرف الرسمية التي حصل عليها براون على ما يلي:
على متن السفينة الحربية يو إس إس ريتشموند في معركة خليج موبايل في 5 أغسطس 1864. وبهدوء وشجاعة في موقعه طوال المعركة المطولة، قدم براون خدمة شجاعة بينما كانت سفينته توجه مدافعها نحو حصن مورغان وعلى سفن الكونفدرالية على الرغم من إطلاق النار الكثيف للغاية. شارك في المعارك في حصني جاكسون وسانت فيليب، مع مدافع شالميت، عند استسلام نيو أورليانز وفي الهجمات على البطاريات أسفل فيكسبيرغ.